# Головин, Василий Фёдорович
Васи́лий Фёдорович Голови́н (28 июля [9 августа] 1893, Каменский завод, Пермская губерния — 24 марта 1937, Свердловск) — советский государственный и партийный деятель, председатель Уральского (1933—1934) и Свердловского (1934—1937) облисполкомов, член ЦИК СССР.

## Биография
Родился 28 июля (9 августа) 1893 года в семье рабочего в посёлке Каменского Завода Каменской волости Камышловского уезда Пермской губернии (ныне — город Каменск-Уральский Свердловской области). Русский.
С 12-летнего возраста работал на Каменском заводе маслёнщиком, помощником токаря, токарем. В мае 1917 года стал товарищем председателя Каменского заводского комитета РСДРП(б), а в июле 1917 года вступил в РСДРП(б). В октябре 1917 года параллельно возглавил штаб красной гвардии на Каменском заводе. С февраля 1918 года служил в Рабоче-крестьянской Красной армии — председатель полкового комитета 8-го Уральского полка, принимал участие в боях против войск атамана Дутова.
С августа 1919 г. — на советской работе в Екатеринбургской губернии: председатель Каменского волостного ревкома, затем — волостного совета. В 1920—1922 годах — на партийной и советской работе в Камышлове (зав. орготделом уездкома РКП(б) с апреля 1920 по август 1921 и с декабря 1921 по ноябрь 1922, заведующий Отделом Исполнительного комитета Камышловского уездного Совета с августа по декабрь 1921, затем ответственный секретарь Камышловского уездкома РКП(б)). С сентября по декабрь 1923 года — отв. секретарь Шадринского уездкома РКП(б), затем до октября 1925 г. — зав. орготделом Шадринского окружкома РКП(б).
В 1925—1926 гг. стажировался на годичных Курсах уездных партийных работников при ЦК ВКП(б), после окончания которых в октябре 1926 года был отправлен в Курган на должность заведующего орготделом окружкома ВКП(б), ещё через год, в ноябре 1927 года, стал ответственным секретарём Курганского окружкома ВКП(б).
В июне 1929 года по протекции нового 1-го секретаря Уральского обкома ВКП(б) Ивана Кабакова Головин был переведён в Свердловск на должность заместителя заведующего орготделом обкома, через год он был назначен заведующим отделом кадров обкома ВКП(б), а в июле 1931 г. — секретарём обкома.
В ноябре 1933 г. Головин был избран председателем Уральского облисполкома. Через 2 месяца Уральская область была разделена на три части (Свердловскую, Челябинскую и Обь-Иртышскую), и Головин стал первым председателем Свердловского облисполкома. На этой должности принимал активное участие в ускоренной индустриализации и коллективизации.
26 января—10 февраля 1934 года делегат XVII съезда ВКП(б) с решающим голосом.
Вместе с председателем Свердовского обкома И. Д. Кабаковым построил себе роскошную дачу на острове Шитовского озера.
20 декабря 1935 г. был награждён орденом Ленина (№ 1781) «за выдающиеся успехи в области сельского хозяйства и промышленности и за перевыполнение государственных планов по сельскому хозяйству».
11 января 1937 года на IX пленуме Исполнительного комитета Свердловского областного совета I-го созыва снят с поста «за политические ошибки и преступное отношение к врагам партии и правительства», 23 января арестован, а 23 марта 1937 года осуждён за участие в «контрреволюционной троцкистско-зиновьевской террористической организации» и 24 марта расстрелян. Кабаков был арестован (и впоследствии тоже расстрелян) в мае 1937 года.
В 1956 году реабилитирован.

## Участие в работе центральных органов власти
- делегат XVI и XVII съездов ВКП(б)
- член ЦИК СССР (1935—1936)